# Christopher Bingham
Christopher Bingham és un estadístic estatunidenc que va introduir la distribució de Bingham. Juntament amb C. M. D. Godfrey i John Tukey, va introduir la demodulació complexa en l'anàlisi de les sèries temporals. La distribució de Kent també és coneguda com a distribució de Fisher–Bingham, amb els noms de Bingham i del biòleg i estadístic anglès Ronald Fisher.